# König Harlekin
König Harlekin (Originaltitel: The Magic Flame) ist ein US-amerikanisches Filmdrama von Henry King aus dem Jahr 1927 mit dem beliebten Leinwandpaar Ronald Colman und Vilma Bánky. Der Film gilt als verschollen.

## Handlung
Als Graf Cassati, der älteste Sohn des Königs von Illyrien, die Trapezkünstlerin Bianca in einem Hotel verführen will, gelingt ihr die Flucht. In einem Handgemenge tötet ihr Freund Tito, der Clown des Zirkus, den Grafen. Um nicht wegen Mordes angeklagt zu werden, zieht Tito noch am Tatort die Kleider des Grafen an, der ihm zum Verwechseln ähnelt. Gerade als Tito das Hotel verlassen kann, erscheinen Gesandte aus Illyrien, die ihm mitteilen, der König sei verstorben und er der Nachfolger und neuer Regent des Landes. Bianca wiederum kehrt in das Hotel zurück, als sie Tito nicht im Zirkus antrifft, und findet dort seine abgelegten Sachen. Sie glaubt, Graf Cassati habe Tito ermordet und schwört Rache. Tito alias Graf Cassati wird in Illyrien zum König gekrönt. Bianca, die nach Illyrien gereist ist, versucht den König, den sie für den Mörder ihres Geliebten hält, während der Zeremonie zu töten und wird verhaftet. Tito muss ihr Todesurteil unterzeichnen, bitte jedoch, die Gefangene sehen zu dürfen. Sein Kanzler Umberto wiederum spielt falsch. Er will den König tot sehen, um selbst an die Macht zu kommen, und überredet Bianca, den König beim Besuch im Gefängnis zu erstechen. Die jedoch erkennt Tito, und beide fliehen nun vor dem Kanzler, der auch Bianca als Zeugin seines Plans töten will. Die Flucht gelingt, und beide kehren zum Zirkus zurück.

## Hintergrund
Seit ihrem ersten gemeinsamen Auftritt in The Dark Angel 1925 waren Ronald Colman und Vilma Bánky zu einem beliebten Leinwandpaar aufgestiegen. Beide standen bei Samuel Goldwyn unter Vertrag, der die zwei meist in sehr aufwändig produzierten Romanzen vor historischem Hintergrund einsetzte. Die Produktionskosten lagen teilweise bei fast 1.000.000 US-Dollar, während die Kosten für eine durchschnittliche Produktion der Zeit selten den Wert von 200.000 US-Dollar überschritten. Henry King führte zweimal Regie. Der Erfolg des Duos veranlasste weitere Filmstudios, gezielt nach Leinwandpaaren zu suchen. Neben Janet Gaynor/Charles Farrell waren vor allem John Gilbert/Greta Garbo erfolgreich.
Die deutsche Erstaufführung von König Harlekin fand am 31. Oktober 1927 im Capitol am Zoo in Berlin statt.

## Auszeichnungen
Bei der Oscarverleihung 1929 erhielt der Film eine Nominierung in der Kategorie
- Oscar/Beste Kamera – George Barnes